# Leman Altınçekiç
Leman Altınçekiç właśc. Leman Bozkurt (ur. 10 marca 1932 w Sarıkamışie, zm. 4 maja 2001 w Izmirze) – pułkownik armii tureckiej, pilotka. Była pierwszą w historii kobietą, która pilotowała odrzutowce w Tureckich Siłach Powietrznych i w siłach NATO.

## Życiorys

### Kariera wojskowa
Była najmłodszym spośród pięciorga dzieci Mehmeta Bozkurta, w przeszłości oficera armii osmańskiej. Matka Laçin Hanım pochodziła z rodziny azerskiej. Oboje rodziców straciła w czasie nauki w szkole średniej. Po ukończeniu szkoły dla dziewcząt w Stambule zgłosiła się do szkoły lotniczej w Eskişehirze, aby odbyć kurs pilota szybowcowego, a następnie w latach 1953–1954 zdobyła licencję pilota samolotowego. Kiedy w 1954 dowództwo Tureckich Sił Powietrznych wyraziło zgodę na rekrutację kobiet, Leman Bozkurt zgłosiła się jako jedna z pierwszych kandydatek. Studiowała w szkole wojskowej w Izmirze, w latach 1955–1957 latała na samolotach z napędem śmigłowym. 30 sierpnia 1957 ukończyła szkolenie uzyskując uprawnienia pilota wojskowego i rozpoczęła służbę w bazie lotniczej w Eskişehirze. Po przejściu dodatkowego szkolenia na samolotach odrzutowych, w listopadzie 1958 uzyskała awans na podporucznika. Była pierwszą kobietą w siłach powietrznych państw NATO, latającą na samolotach odrzutowych. W latach 1958–1967 latała na samolotach F-84 Thunderjet i Lockheed T-33. Od 1967 służyła w sztabie Tureckich Sił Powietrznych. Przeszła na emeryturę w stopniu pułkownika.

### Życie prywatne
Była mężatką (w 1959 poślubiła porucznika pilota Tahira Altınçekiça), miała dwoje dzieci. Zmarła w maju 2001 w Izmirze, pochowana na cmentarzu Karabağlar.

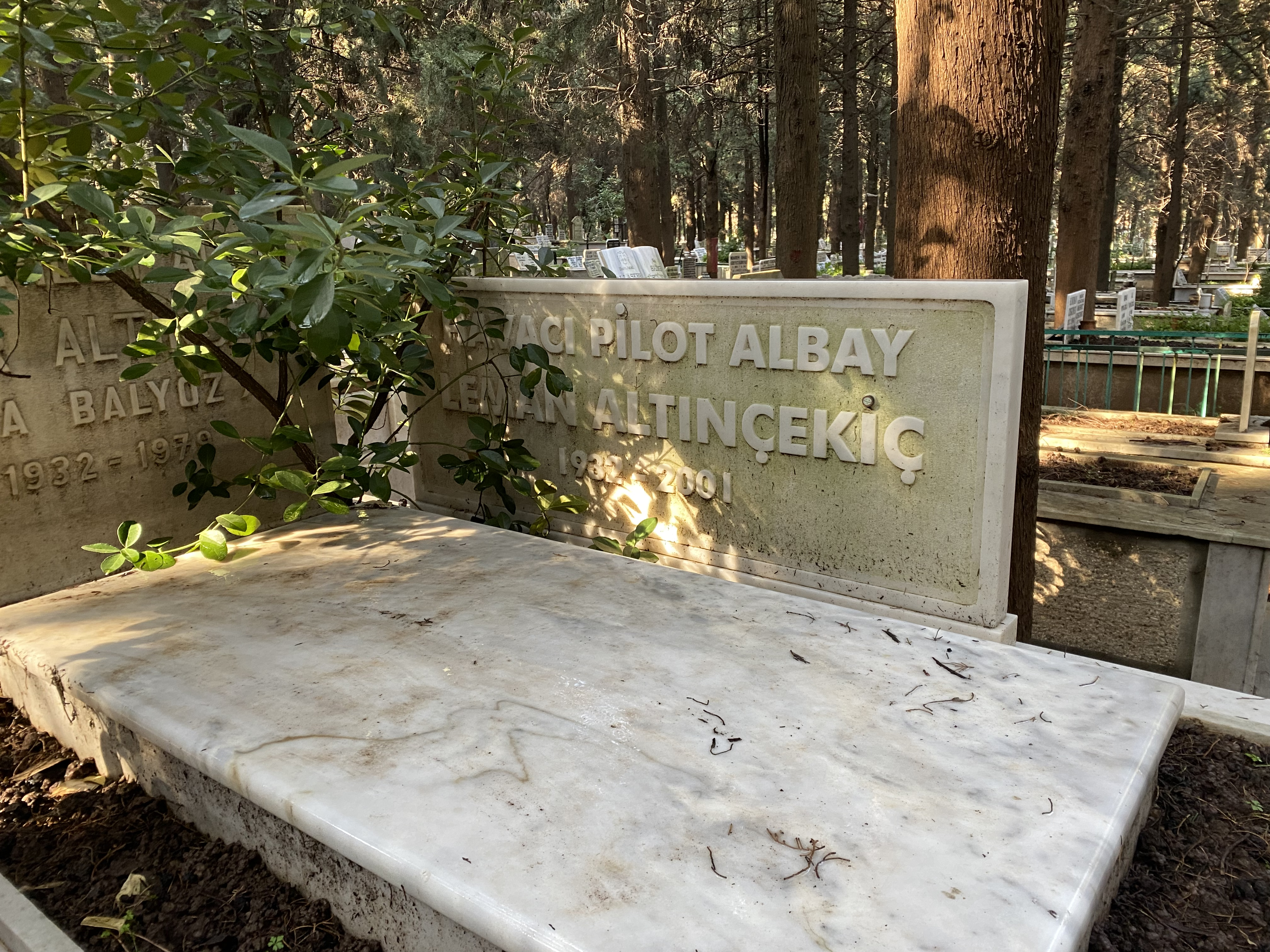
Grób Leman Altınçekiç w Izmirze